# Звягинцев, Александр
Алекса́ндр Звя́гинцев  (рум. Alexandru Zveaghințev; род. 26 июля 1987, Тирасполь, Молдавская ССР, СССР) — молдавский футболист, вратарь клуба «Динамо-Авто».

## Карьера
Александр начал свою футбольную карьеру в клубе «Тилигул-Тирас», в 2008 году перешёл в «Тирасполь», в нём он провёл два сезона. В 2011 году Звягинцев перебрался в сильнейший клуб страны — «Шериф», с которым стал чемпионом Молдавии сезона 2012/13. Перед началом сезона 2013/14 Александр был отдан в аренду клубу «Тирасполь». 16 августа 2013 года официальный сайт клуба «Шериф» заявил о возвращении Александра из аренды обратно в команду. 26 января 2014 года у вратаря закончился контракт с «жёлто-чёрными», и он покинул команду.

## Достижения
- Чемпион Молдавии (1): 2012/13